# Fanny Andersson
Fanny Victoria Andersson, född 27 februari 1995, är en svensk fotbollsspelare som spelar för IFK Norrköping. Hennes far, Ola Andersson, är en före detta landslagsspelare i fotboll.

## Karriär
Anderssons moderklubb är Vaksala SK. Därefter spelade Andersson för Gamla Upsala SK som hon lämnade för spel i Danmark-Sirius DFF under 2011. Andersson spelade åtta matcher och gjorde lika många mål för klubben i Division 2 under säsongen 2011, då de blev uppflyttade. Följande säsong spelade hon 16 matcher och gjorde sex mål för IK Sirius i Division 1, då de återigen blev uppflyttade. Säsongen 2013 spelade Andersson 22 matcher och gjorde fyra mål i nybildade Elitettan. Hon spelade därefter 25 ligamatcher och gjorde tre mål säsongen 2014 samt 14 matcher och två mål under säsongen 2015.
I juli 2015 värvades Andersson av norska Kolbotn. Hon spelade totalt 35 ligamatcher och gjorde sex mål för klubben i Toppserien under säsongerna 2015 och 2016. I december 2016 värvades Andersson av KIF Örebro. Hon spelade samtliga 22 ligamatcher och gjorde två mål i Damallsvenskan 2017. I november 2017 gick Andersson till Djurgårdens IF. Hon spelade samtliga ligamatcher under säsongen 2018 som startspelare.
Inför säsongen 2019 värvades Andersson av Eskilstuna United, där hon skrev på ett tvåårskontrakt. Andersson spelade samtliga 22 ligamatcher under sin debutsäsong och gjorde tre mål. Säsongen 2020 spelade hon återigen samtliga ligamatcher samt gjorde ett mål. I december 2020 förlängde hon sitt kontrakt med ett år.
I juli 2021 värvades Andersson av Piteå IF, där hon skrev på ett tvåårskontrakt. I december 2023 värvades Andersson av IFK Norrköping, där hon skrev på ett treårskontrakt. Inför säsongen 2024 utsågs hon, tillsammans med målvakten Sofia Hjern, till lagkapten för IFK Norrköping.